# Inazuma Eleven (jeu vidéo)
Pour les articles homonymes, voir Inazuma Eleven.
Pour l’article homonyme, voir Inazuma Eleven (manga).
 (juillet 2017).
Si vous disposez d'ouvrages ou d'articles de référence ou si vous connaissez des sites web de qualité traitant du thème abordé ici, merci de compléter l'article en donnant les références utiles à sa vérifiabilité et en les liant à la section « Notes et références ».
Inazuma Eleven (イナズマイレブン, Inazuma irebun) est un jeu vidéo de rôle développé et édité par Level-5, sorti au Japon en 2008 sur Nintendo DS. Le jeu est sorti en 2011 en Europe.
C'est le premier épisode de la série Inazuma Eleven qui a rapidement fait naître des produits dérivés importants tels qu'une série animée, un manga et un jeu de cartes à collectionner. Il s'agit de la rencontre entre le Jeu de rôle façon Pokémon et l'univers du football façon shōnen.
La série est basée sur une petite équipe nommé Raimon (à la tête de l'équipe se trouve Mark Evans) qui va au cours de l'histoire devenir une très bonne équipe.

## Scénario
Mark Evans le héros du jeu, est un jeune gardien de football qui rêve de participer au Football Frontier, le tournoi national pour les jeunes collégiens. Il est le capitaine de l’équipe du collège Raimon. Un jour le principale adjoint, Monsieur Wintersea annonce un match amical entre l'équipe Raimon et la Royal Academy, qui est l'équipe de football réputée pour être la meilleure du Japon avec aucune défaite depuis 40 ans et dont Jude Sharp est le capitaine. 
Alors que le match dois avoir lieu, l'équipe de Mark ne compte que sept joueurs. Il réussit à recruter quatre autres joueurs : Willy, Jim, Max et Nathan. Mais la Royal Academy est trop forte pour une équipe qui n'a pas d'expérience. Alors que l'équipe de Raimon concède un 19e but, Willy sort du terrain. Mais voilà qu’intervient Axel Blaze, un nouvel élève mystérieux transféré dans le collège Raimon, qui s’avère en réalité être un joueur de génie ayant abandonné le football pour des raisons personnelles. Ayant pitié d'eux des joueurs de sa nouvelle école, il fait son entrée et marque un but contre la Royal Academy. Ce premier but concédé par celle-ci depuis des années est considéré comme une victoire par Raimon qui quitte le terrain. Ainsi commence la légende d'une toute nouvelle équipe de football qui va s'élever jusqu'au sommet du Football Frontier.

## Système de jeu
Inazuma Eleven a été décrit par ses créateurs comme un soccer-RPG, soit un mélange incongru entre Jeu de rôle et football. Le joueur se déplace dans un environnement en 3D vu de dessus (avec des déplacements 2D) et cherche à créer et gérer la meilleure équipe de football. La différence avec un jeu de rôle classique vient du fait que les affrontements sont soit des petites épreuves de football, soit un véritable match. Sur le terrain, on doit alors déplacer ses joueurs et effectuer des passes grâce au stylet, jusqu'à ce que le joueur qui a la balle entre en contact avec un joueur adverse. Suit alors ce qui constitue un affrontement dont l'issue est calculée suivant un grand nombre de facteurs (positionnement, statistiques des personnages, affinités...) et l'exécution est illustré par le biais d'attaques spéciales surréalistes. À l'issue de chaque affrontement, les différents joueurs gagnent des points d'expériences et peuvent parfois apprendre de nouvelles techniques.
On retrouve également un grand nombre de similitudes avec le concept de la série Pokémon. On peut ainsi tout au long de l'aventure recruter différents joueurs, le nombre total de personnage que l'on peut intégrer à son équipe s'élevant à 100, bien qu'il y ait plus de 1 000 joueurs différents recrutables, l'objectif étant évidemment de mettre au point la meilleure équipe. Enfin, les personnages montent de niveaux au fur et à mesure du nombre de matchs joués.

## Développement
C'est durant la première édition du Level-5 Vision en août 2007, que Level-5 a dévoilé à la presse et au public le développement de Inazuma Eleven. Le public commence à devenir de plus en plus grand . Le jeu est initialement prévu pour l'hiver 2007-2008, mais on apprendra en avril 2008 que le jeu a finalement été retardé à l'été 2008. Quelques semaines plus tard et avant même la sortie du titre, l'éditeur annonce qu'une version sur console de salon est également en développement, baptisée Inazuma Eleven Breaks. Un vaste plan marketing est également dévoilé incluant dessins animés, manga et jeu de cartes. Le jeu a été très apprécié par le public . Une sortie européenne a été annoncée en 2010 . 

## Bande son
La bande son a été composée par Yasunori Mitsuda.

## Voix françaises
- Olivier Constantin : Chanteur génerique
- Francine Baudelot : Steve Grim, Maxwell Carson
- Jérôme Berthoud : Kevin Dragonfly, David Samford, Joseph King
- Kelyan Blanc : Sam Kincaid, Jack Wallside
- Maxime Donnay : Axel Blaze
- Pablo Andres : Mark Evans
- Christophe Hespel : Jude Sharp
- Stéphane Miquel : Seymour Hillman, Ray Dark, M. Vétéran
- Dorothée Pousséo : Nelly Raimon, Célia Hills, Todd Ironside
- Raphaëlle Valenti : Silvia Woods

## Accueil

### Critiques
Le jeu obtient une note de 39/40 dans le célèbre magazine japonais Famitsu, qui est calculée à partir de l'avis de quatre journalistes différents (9/10, 8/10, 10/10, 9/10). En France, certains magazines ont effectué un test import de la version japonaise, comme Consoles + qui lui a décerné une note de 17/20, tandis que le site internet Gamekult lui a attribué une note de 7/10. Lors de son arrivée en Europe, Nintendo-Différence lui attribua une note de 18/20, le site Jeuxvideo.fr un 7/10 et le site Jeuxvideo.com un 17/20.

### Ventes
La semaine de sa sortie, avec trois jours de commercialisation, Inazuma Eleven se classe troisième meilleure vente de la semaine selon l'institut Media Create avec environ 41 000 exemplaires vendus. C'est un score assez moyen alors que le titre avait bénéficié d'une importante distribution chez les revendeurs japonais. La semaine suivante, il se retrouve 6e du classement Media Create avec un total de 71 000 exemplaires vendus depuis son lancement, et se retrouve 10e la semaine suivante. Il disparaît ensuite du top 10. Néanmoins, grâce au lancement de la série animée à la télévision en octobre 2008, le jeu bénéficiera d'une carrière endurante, se stabilisant dans le bas du top 30 des meilleures ventes hebdomadaires. À la fin de l'année 2008, après 18 semaines de commercialisation, Inazuma Eleven a atteint un total dépassant les 200 000 exemplaires vendus. Le classement semestriel de Famitsu dévoile un total d'environ 360 000 exemplaires à la date du 28 juin 2009 ce qui en fait le Jeu de rôle le plus vendu de la Nintendo DS si l'on excepte les jeux Nintendo et Square Enix.[réf. nécessaire] En fin 2018 le jeu Inazuma Eleven s’est écoulé à plus de 1 000 000 d’exemplaires dans le monde .